# Yarrow Shipbuilders Limited

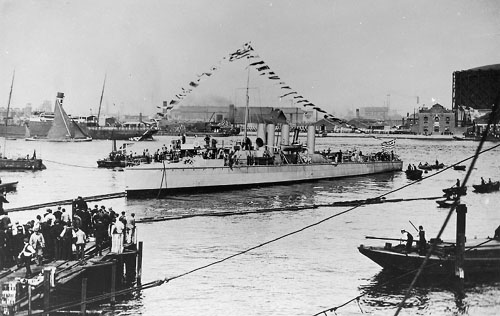
Destructor clase Thyella de la Armada Griega, botado del astillero de Yarrow ubicado en Londres, 1906

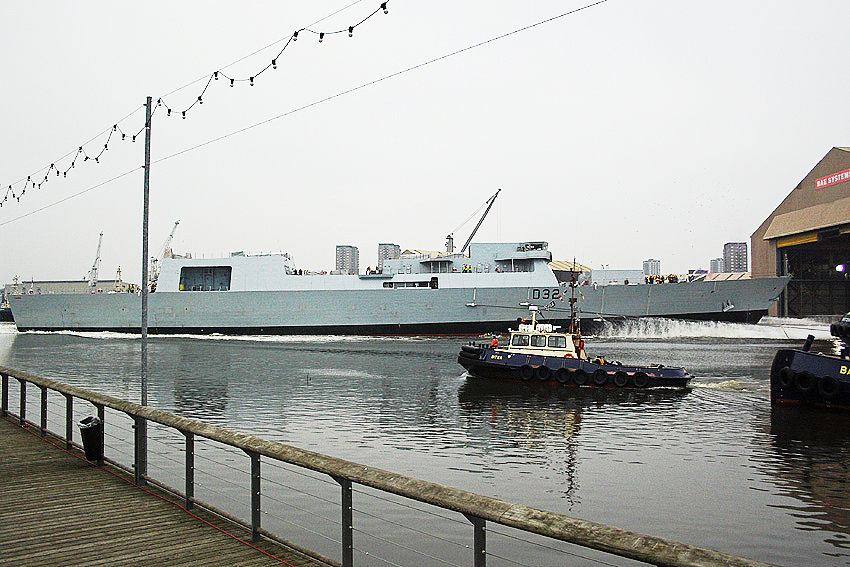
El, un destructor Tipo 45 es botado del antiguo astillero YSL, en 2006

Yarrow Shipbuilders Limited (YSL), a menudo presentada simplemente como Yarrows, fue una importante empresa de construcción naval con sede en el distrito Scotstoun de Glasgow en el río Clyde. Ahora es parte de BAE Systems Surface Ships, propiedad de BAE Systems, que también ha operado el cercano astillero Govan desde 1999.

## Historia
La compañía fue fundada por Alfred Yarrow (más tarde Sir Alfred Yarrow), en el año 1865 como Yarrow & Company, Limited. Originalmente se ubicó en basa en Poplar, Londres. Luego en 1898, debido al crecimiento de la compañía, Yarrow se trasladó al astillero de Londres (London Yard).
Cientos de lanchas de vapor, barcos lacustres y fluviales, y el primer destructor de la Royal Navy: el clase Havock, fueron construidos en los astilleros Yarrow de Londres entre 1869 y 1908.
A partir de 1906, Yarrow se establece en Scotstoun (ubicado al oeste de Glasgow, Escocia), donde construyó un astillero. El primer buque botado en Scotstoun el 14 de julio de 1908 fue el destructor de la clase Pará de la Marina de Brasil. La compañía estableció el joint venture Coventry Ordnance Works en 1905, construyendo una gran fábrica cerca a su astillero en 1910.
La compañía Yarrow fue uno de los principales constructores del mundo de destructores y fragatas de su creación, la construcción de barcos, tanto para la Royal Navy como para sus numerosos clientes de exportación. Durante muchos años, Yarrow también construyó un gran número de buques mercantes, especializándose en buques lacustres y fluviales de Asia, África y América del Sur.
Yarrow siguió creciendo durante el período de la posguerra, adquiriendo e integrando el astillero vecino de la Blythswood Shipbuilding Company. La nueva adquisición fue utilizada para ampliar su propio astillero, durante la década de 1960 y con ayuda de una subvención del gobierno. Durante esta época, Yarrow estaba dedicada al diseño y construcción de la mayor parte de la flota de escolta británica de la posguerra.
En 1968, la empresa pasó a formar parte de Upper Clyde Shipbuilders, que colapsó en 1971. En 1974, adquirió el astillero vecino Elderslie, propiedad de Barclay Curle, que se encontraba al oeste del astillero Yarrow e incluyó un extenso complejo de tres diques secos construidos originalmente en 1904 (Dique Seco N.º 1), 1933 (Dique Seco N.º 2) y 1965 (Dique Seco N.º 3).
En 1977, el gobierno laborista de James Callaghan mediante el "Acta de Industrias de Aviación y Construcción Naval" de 1977, nacionalizó Yarrow Shipbuilders Limited, y agrupó con otros grandes astilleros británicos una división dentro de la British Shipbuilders Corporation (BS). Se efectuaron grandes inversiones en el astillero, con la construcción de una gran sala de fabricación de PRFV en el extremo occidental, junto a los diques secos Elderslie durante la década de 1970.
El gobierno de Margaret Thatcher inició un programa de privatización y la rentable Yarrow fue una de las primeras en ser vendida a la división de GEC-Marconi de General Electric Company plc en 1985, convirtiéndose en Marconi Marine (YSL). Esta empresa inició un programa de grandes inversiones de capital, que culminaron con la construcción de un gran Salón de Módulo, al norte de los amarraderos cubiertos en 1987. En 1999, Marconi Electronic Systems fue vendida a British Aerospace, creando BAE Systems y Marconi Marine (YSL) pasó a integrar BAE Systems Marine. A partir de 2009, YSL es parte de BAE Systems Surface Ships, una subsidiaria de BAE Systems.

## Yarrow en Canadá
Yarrows Ltd. es un importante astillero situado en Esquimalt, Columbia Británica, en la costa oeste de la isla de Vancouver, Canadá. Establecida en 1893 como la Esquimalt Marine Railway Co., más tarde BC Marine Railway Co., por Fitzherbert W. Bullen. Sir Alfred Yarrow compró el astillero en 1913, cambiando su nombre a Yarrows Ltd., e instaló como director su hijo, Norman Yarrow. Desde sus inicios construyó barcos para la Canadian Pacific Railway, el astillero se expandió durante la Primera Guerra Mundial para reparar y modernizar muchas embarcaciones de la Marina Real Canadiense.
Durante la Segunda Guerra Mundial, la compañía produjo corbetas, fragatas, buques de desembarco y transbordadores (ferris) de la Royal Navy y la Marina Real Canadiense, así como cargueros. Otros trabajos incluyen la construcción de buques civiles. En su máximo apogeo, trabajaban 3 500 hombres y mujeres para Yarrows en el astillero. Después de la guerra, la familia Yarrow vendió el astillero a Burrard Dry Dock Ltd. el cual fue cerrado en 1994. Actualmente, el dique seco y las instalaciones son propiedad de la base de Fuerzas Canadienses de Esquimalt.

## Buques de guerra construidos por Yarrow
| Construidos en Londres | Construidos en Glasgow | Construidos en Canadá |
| --- | --- | --- |
| - Torpedero Rândunica - Torpederos clase Şoimul - NMS Șoimul (1882) - NMS Vulturul (1882) - Torpedero Kotaka - Destructores clase Havock - HMS Havock (1893) - HMS Hornet (1893) - Torpedero clase Corrientes - ARA Corrientes (1897) - ARA Misiones (1897) - ARA Entre Ríos (1896) - ARA Santa Fe (1896) - Destructores clase Ikazuchi - Ikazuchi (1898) - Inazuma (1899) - Niji (1899) - Akebono (1899) - Oboro (1899) - Sazanami (1899) - Destructores clase River - HMS Teviot (1903) - HMS Usk (1903) - HMS Ribble (1904) - HMS Welland (1904) - HMS Gala (1905) - HMS Garry (1905) - Destructores clase Thyella - Nafkratousa (1906) - Thyella (1907) - Lonchi (1907) - Destructor Sfendoni (1907) - Otros: - PS Aotea (renombrado PS Waimarie) - SS Ilala (1875) - SS Wairua (1904) - SS Waione (1898?) - SS Ohura (1898?) - MV Ongarue (1903) - SS Waiora (1904) | - Destructor clase Pará - Balandra de guerra clase Black Swan - HMS Wild Goose (U45) - HMS Flamingo (U18) - HMS Black Swan (L57) - HMS Whimbrel (U29) - Destructores clase Daring - BAP Ferré (DM-74) (ex HMS Decoy (D106)) - BAP Palacios (DM-73) (ex HMS Diana (D126)) - Destructores clase Weapon - HMS Battleaxe (1945) - HMS Broadsword (1948) - Transbordador clase Lake Malawi - MV Ilala (1949) - Fragata clase Tribal - HMS Ashanti (F117) - Transbordadores clase Lake Victoria - RMS Victoria (1960) - MV Uhuru (1965) - MV Umoja (1965) - Fragatas clase Leander - HMS Apollo (F70) - HMS Ariadne (F72) - HMS Dido (F104) - HMS Diomede (F16) - HMS Hermione (F58) - HMS Jupiter (F60) - HMS Naiad (F39) - HMNZS Canterbury (F421) - BAE Morán Valverde (ex Almirante Lynch (PFG-07)) - BAE Presidente Alfaro (ex Almirante Condell (PFG-06)) - Fragatas clase Amazon - HMS Ambuscade (F172) - HMS Arrow (F173) - HMS Alacrity (F174) - HMS Ardent (F184) - HMS Avenger (F185) - Fragata Tipo 22 - Greenhalgh (F-46) (ex HMS Broadsword (F88)) - Rademaker (F-49) (ex HMS Battleaxe (F89)) - Dodsworth (F-47) (ex HMS Brilliant (F90)) - Bosisio (F-48) (ex HMS Brazen (F91)) - HMS Boxer (F92) - HMS Beaver (F93) - HMS Brave (F94) - ROS Regina Maria (F222) (ex HMS London (F95), ex Bloodhound) - HMS Cornwall (F99) - HMS Cumberland (F85) - Fragatas Tipo 23 - Almirante Cochrane (FFG-05) (ex HMS Norfolk (F230)) - HMS Argyll (F231) - HMS Lancaster (F229) - HMS Iron Duke (F234) - HMS Monmouth (F235) - HMS Montrose (F236) - HMS Somerset (F82) - Almirante Lynch (FFG-07) (ex HMS Grafton (F80)) - HMS Sutherland (F81) - HMS Kent (F78) - HMS Portland (F79) - HMS St Albans (F83) - Destructores Tipo 45 - HMS Daring (D32) - HMS Dauntless (D33) - HMS Diamond (D34) - HMS Dragon (D35) - HMS Defender (D36) - HMS Duncan (D37) - Fragata KD Rahmat (1966) - Fragata KD Hang Tuah (1966) (ex Black Star, ex HMS Mermaid) - Fragatas clase Lekiu - KD Lekiu (1994) - KD Jebat (1995) - HMCS Tuna (originalmente Tarantula) | - Fragata clase River (1942-1944) - Corbetas clase Flower (1940-1941) - HMCS Alberni (1940) - HMCS Nanaimo (1940) - HMCS Edmundston (1941) - HMCS Timmins (1941) - HMCS Vancouver (1941) - Transbordadores: - MV Pender Queen (1923) (originalmente MV Motor Princess) - MV Salt Spring Queen (1949) (originalmente MV Delta Princess) - MV Kwuna (1975) - MV Queen of Cowichan (1976) - MV Queen of Oak Bay (1981) - MV Spirit of British Columbia (1993) - MV Spirit of Vancouver Island (1994) - Cruceros de uso civil convertidos: - SS Rajputana (1939) - RMS Empress of Russia (1913) - RMS Empress of Japan (1929) - RMS Empress of Asia (1913) - RMS Empress of Canada (1920) - Otros - CCGS Tanu (ex patrullero) - CCGS Vector (buque de prospección hidrográfica) |

## Galería

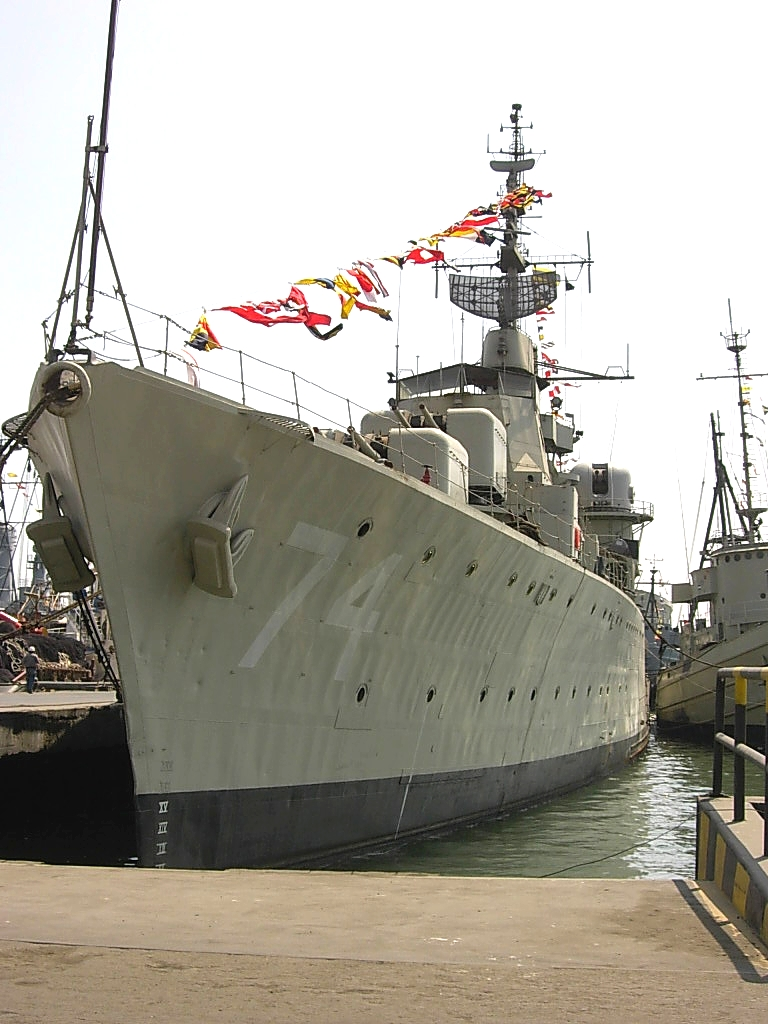
Destructor BAP Ferré (DM-74) de la Marina de Guerra del Perú
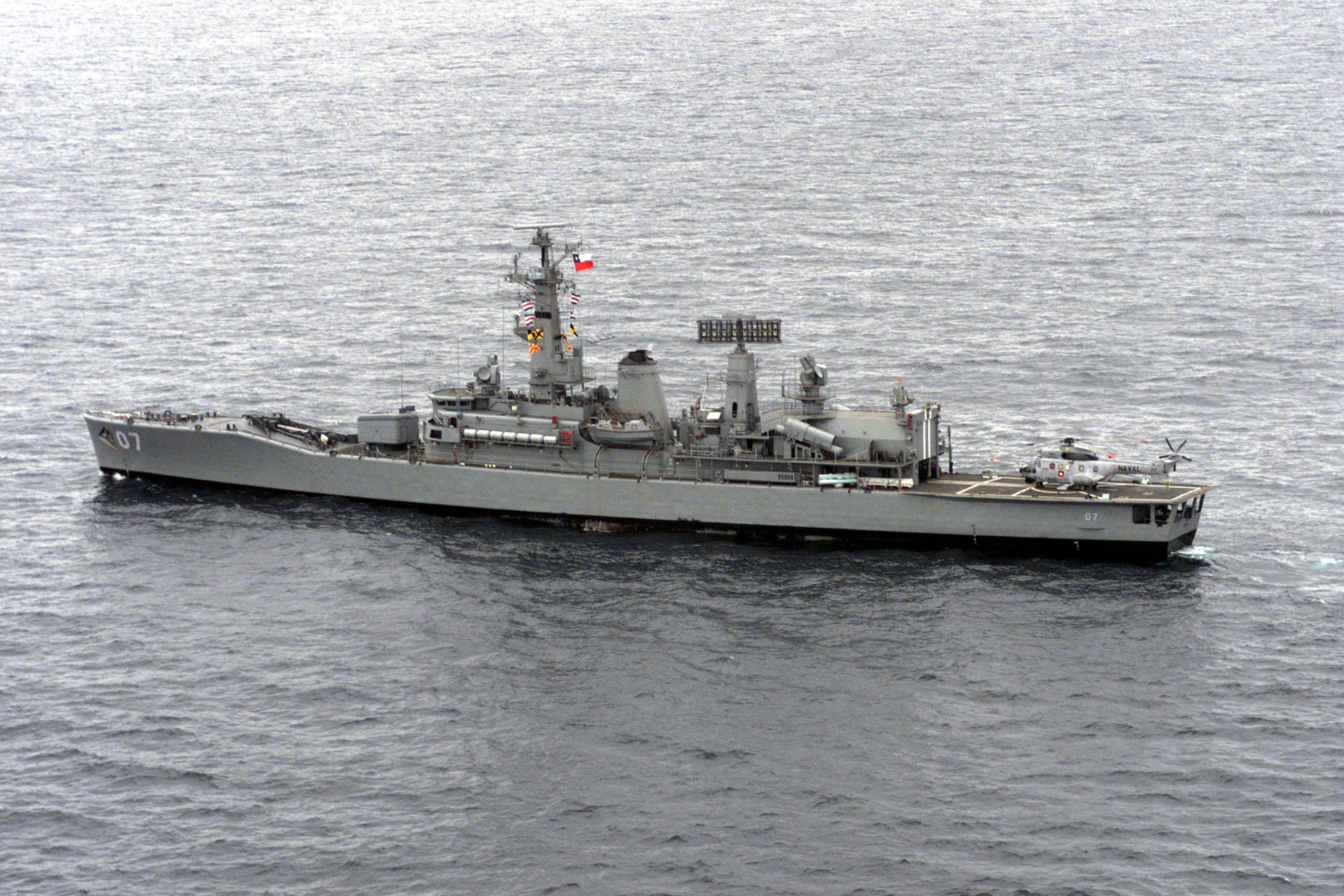
Fragata Almirante Lynch (PFG-07) de la Armada de Chile. Actualmente BAE Morán Valverde de la Armada de Ecuador
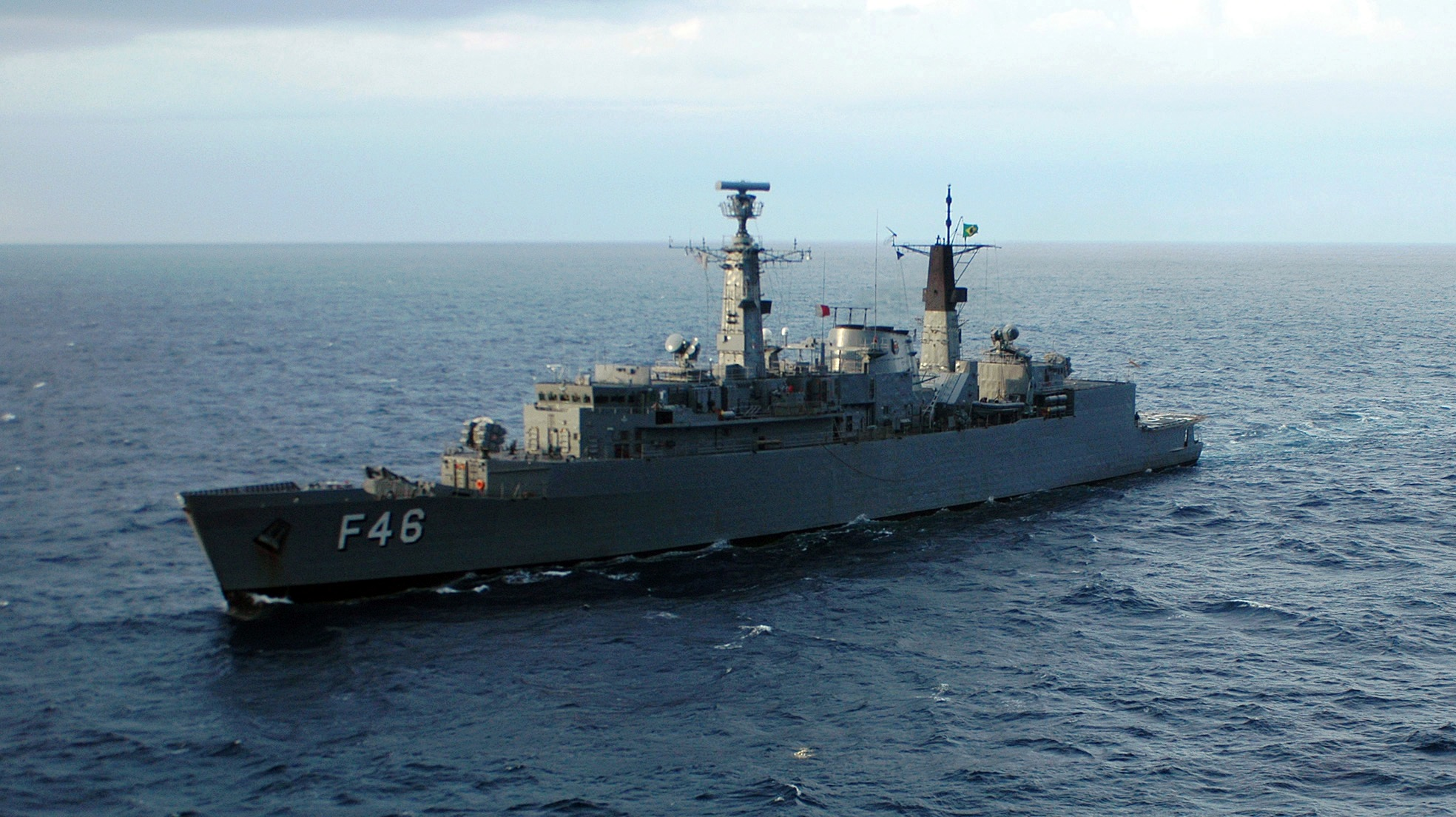
Fragata Greenhalgh (F-46) de la Marina de Brasil